# Mega Model
Mega Model (hay Image Mega Model) là một chương trình truyền hình thực tế của Nepal được phát sóng trên kênh Image Channel được dựa trên chương trình truyền hình Get Gorgeous của Ấn Độ. Trong chương trình, một số cô gái Nepal trẻ cạnh tranh với nhau để giành danh hiệu Mega Model và cơ hội bắt đầu sự nghiệp trong ngành người mẫu.

## Tóm tắt chương trình
Mỗi mùa giải của Mega Model có 25 tập và bắt đầu với 16 thí sinh. Các cuộc casting và bootcamp được tổ chức cho thí sinh vào đầu mùa giải.
Một tập phim thường bắt đầu với các thí sinh được đào tạo trong một khu vực đồng thời với chủ đề tuần. Ví dụ, thí sinh có thể được huấn luyện trong hành trình trình diễn thời trang, diễn xuất ngẫu hứng, hoặc áp dụng make-up cho phù hợp với những dịp khác nhau.
Phần tiếp theo là thử thách của tuần như chụp hình, trình diễn thời trang, hay quay quảng cáo.
Phần cuối cùng của mỗi tập phim đang được đánh giá. Ảnh của mỗi thí sinh sau đó sẽ được ban giám khảo đánh giá. Sau khi tất cả các bức ảnh đã được đánh giá, các thí sinh rời khỏi phòng khi ban giám khảo cân nhắc. Quá trình loại bỏ là host sẽ kêu từng thí sinh một để nói rằng là họ an toàn hay họ rơi vào cuối bảng. Những thí sinh dưới cùng được gọi là những người chỉ trích về những lời chỉ trích, trước khi tiết lộ rằng ai sẽ bị loại., mặc dù đã có trường hợp loại trừ đôi hoặc không loại bỏ theo sự đồng thuận của ban giám khảo.
Trái ngược với phiên bản Ấn Độ của chương trình, tập cuối cùng có sự tham gia của sáu hay bảy thí sinh cuối cùng tham gia vào đêm chung kết trực tiếp theo phong cách hoa hậu, nơi mà họ sẽ nêu á quân 2, á quân và quán quân của chương trình

## Các mùa
| Mùa | Phát sóng            | Quán quân            | Á quân             | Á quân 2       | Các thí sinh theo thứ tự bị loại | Tổng số thí sinh |
| --- | -------------------- | -------------------- | ------------------ | -------------- | --- | ---------------- |
| 1   | 12 tháng 6 năm 2008  | Swastika Rajbhandari | Ekta Rana          | Leena Poudel   | Nandita Magar, Saraswati Lama, Sweta Shrestha, Binuna Chaudhary, Linda Maharjan, Shanti Lama, Renuka Suwal, Ruchi Rajkarnikar, Sabina Maharjan, Prajusha Shrestha, Zunu Gurung & Summi Mishra & Sonam Sherpa                         | 16               |
| 2   | 25 tháng 9 năm 2010  | Rashmita Maharjan    | Prakreeti Shrestha | Pragati Gurung | Dristee Shakya, Pradika Shrestha, Priyanka Shrestha & Pratija Shakya, Nitika Thapa, Krisha Bajracharya, Jasmine Dangol, Ayesha Shakya, Pratima Khatiwada, Seela Gurung, Amita Joshi & Ashmita Bhandari & Rozie Gurung                | 16               |
| 3   | 11 tháng 10 năm 2015 | Anugya Chand         | Nitika Mahat       | Sikshya Shakya | Shaina Shrestha (dừng cuộc thi), Maya Magar & Sneha Dhakal, Anu Maharjan & Chandrika Mote, Bhumika Chaudhry & Zenisha Tamang, Meera Kachhepati & Renuka Singh, Roziya Maharjan & Prarthana Thapa & Salina Gurung & Shailee Manandhar | 16               |
| 4   | 15 tháng 3 năm 2020  | Pooja Baral          | Sugandha Adhikari  | Ashim Ranabhat | Anjana Niroula, Ikrina Balla, Parina Pradhan, Shreeshna Bajracharya, Albina Upreti, Anisha Waiba, Archana Khare, Bipasha Rajbanshi, Ishika Rai, Tara Basnet, Aayusha Maharjan & Anjali Thapal & Rajita Parajuli                      | 16               |